# 全国娱乐
全國娛樂公司（英語：National Amusements, Inc.）是一家美國私營影院公司和大眾媒體控股公司，其總部位於美國馬薩諸塞州的諾伍德並於馬里蘭州註冊。它是派拉蒙全球的母公司。

## 公司歷史
全國娛樂公司由邁克爾·雷石東於1936年在美國馬薩諸塞州波士頓郊區的戴德姆成立，公司當時取名為“東北劇院公司”，主要在該地區經營連鎖電影院。五十年後的1986年，公司創始人邁克爾·雷石東的兒子薩莫·雷石東加入該公司，並將公司名改為“全國娛樂公司”。同年，全國娛樂公司收購了CBS旗下子公司維亞康姆，該子公司主要負責將CBS的電視節目聯賣給全美各地的電視台。全國娛樂公司保留了“維亞康姆”這一品牌名，並於1990年代初期展開了一系列大規模收購活動。1993年，全國娛樂公司宣佈將收購派拉蒙影業的母公司“派拉蒙傳播”（前“海灣＋西方”）；1994年收購百視達錄像帶連鎖店。而當1994年7月正式收購派拉蒙傳播後，維亞康姆已經成為全球最大的娛樂公司之一。
2005年3月，由於股價長期停滯不前，全美娛樂公司宣佈將維亞康姆分拆為兩家公司分別上市，但都歸全美娛樂公司繼續持有。而CBS電視網和MTV電視網兩大業務部門的負責人萊斯·穆恩維斯與湯姆·佛雷斯頓之間的長期矛盾，以及由於第三十八届超級碗中場表演爭議所引發的禁止維亞康姆參與製作此後超級碗中場秀的決定也都被認為是這次分拆的原因。在與薩莫·雷石東關係不佳的梅爾·卡梅金宣佈辭職後，此時擔任公司董事長兼首席執行官的雷石東決定將總裁和首席運營官兩個職位分別授予穆恩維斯和佛雷斯頓。因為雷石東已決定在不久的將來退休，因此這個雙極制領導機制將是未來接替他的創造性方案。

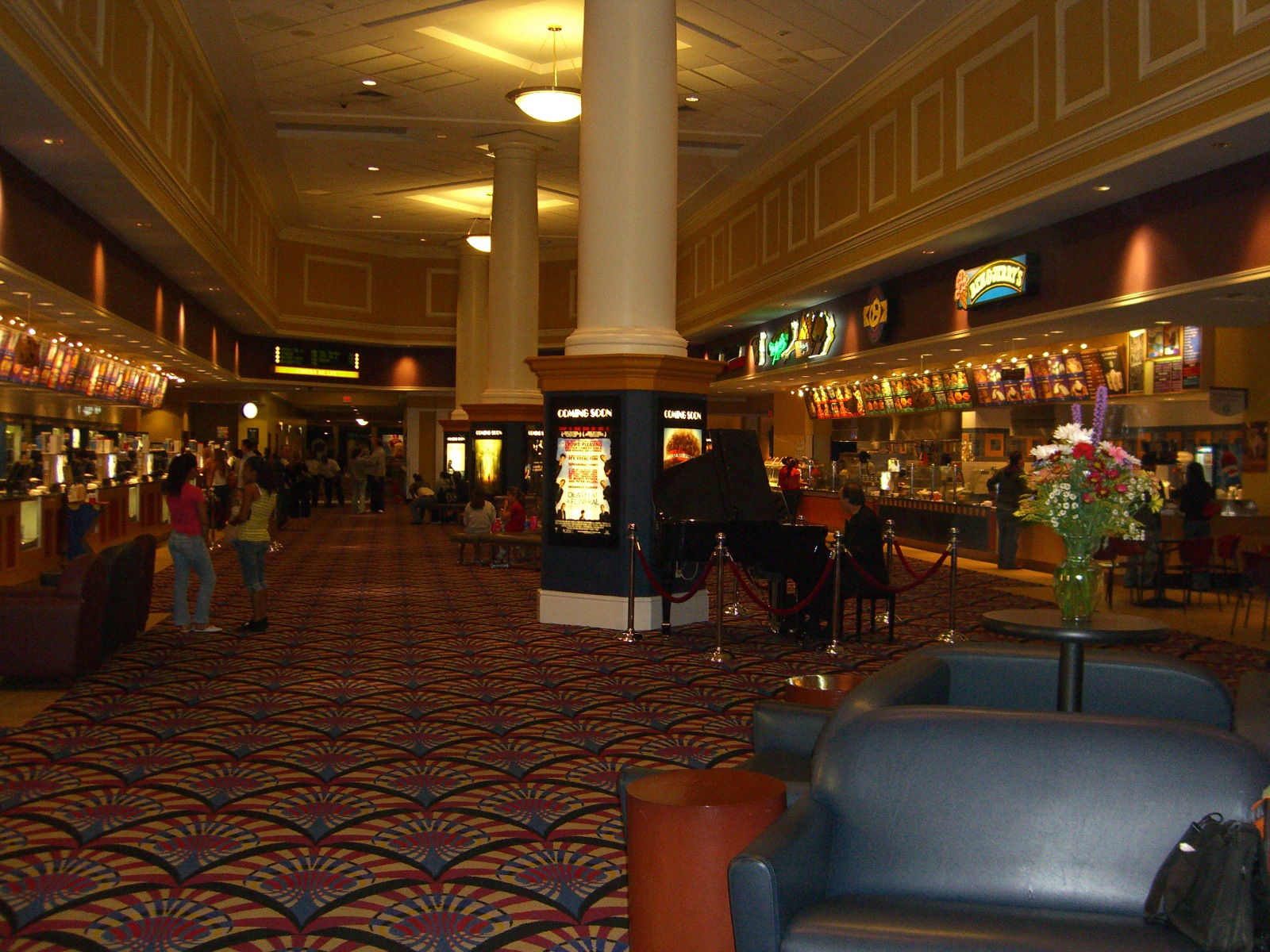
位於美國紐約州白原市城市中心15號的Showcase Cinemas。其等候區提供電視、報紙架和沙發等設施（圖左）；同時還有鋼琴（圖中右側）、酒吧及燒烤餐廳（圖中未出現）等。

此次拆分於2005年6月14日獲得了維亞康姆董事會的批准，並於2006年1月1日起正式生效。這次拆分被認為有效解決了1999年CBS與維亞康姆合併案所導致的不良影響。
現有的維亞康姆更名為CBS公司（即收購前的名稱），交由萊斯·穆恩維斯領導。該公司囊括了原維亞康姆內部增長速度較慢的業務，即CBS電視網、CW電視網（由聯合派拉蒙電視網與WB電視網合併而成）、CBS電台（2017年11月17日出售給恩特康姆，恩特康姆於2021年改名為奧達西公司）、西蒙與舒斯特（2021年出售給企鵝蘭登書屋）、CBS戶外（原名維亞康姆戶外，於2014年自戶外前線媒體分拆而來）、秀泰電視網、CBS電視工作室、CBS電視發行和CBS國際工作室。
此外，CBS公司還獲得了派拉蒙公園，後於2006年6月30日出售給遊樂園運營商——雪松會展；以及CBS大學體育網，現名CBS體育網。
同時還成立了一家名為維亞康姆的分拆公司，交由湯姆·佛雷斯頓領導。該公司持有MTV電視網、BET電視網、派拉蒙影業及派拉蒙影業家庭娛樂等業務。這些業務被認為是高增長業務。
2008年年底，由於財務問題，公司所有人薩莫·雷石東與莎莉·雷石東共計出售了價值4億美元的無投票權股票。2009年10月，全美娛樂公司出售了近10億美元價值的CBS公司和維亞康姆的股票權益，並且還出售了35家電影院給瑞夫電影。如今這些電影院或歸喜滿客、AMC、阿拉莫所有；或已結束營業。目前全國娛樂公司僅僅只在美國東北部（俄亥俄州除外）經營院線。次年，全國娛樂公司計劃再發行3.9億美元的公司期票，為公司在多家銀行的大規模欠賬進行再融資。
截至2019年12月，全國娛樂公司通過直接持有或子公司代為持有的維亞康姆CBS的A類普通股（即有表決權股票）約有79.4%，佔總股本的10.2%。並且全國娛樂可能還持有恩特康姆的未註明股份，作為將CBS公司的廣播電台業務資產剝離出售給該公司的反向莫里斯信託協議的一部分；截至分拆時，CBS公司全體股東大約持有恩特康姆72%的股份。

## 目前業務
全國娛樂目前擁有Showcase Cinemas、Showcase Cinema de Lux和等多個連鎖院線品牌，分別在美國東北部、拉丁美洲、英國和俄羅斯等地區經營著1500多塊大銀幕。它還在麻薩諸塞州的福克斯堡經營著一家名為的夜店，該夜店位於當地Showcase Cinema de Lux的旁邊。而在加拿大，全國娛樂通過維亞康姆而持有著名演員連鎖影院；但目前這些連鎖影院已經分屬Cineplex娛樂和地標影院所有。2004年，全國娛樂收購了巴西連鎖影院UCI公司，並對其改造以使其更加接近Showcase Cinemas的服務，例如在影廳提供百事可樂而不是可口可樂。同時，它們還共享一些Showcase Cinemas的企業形象，例如在精選影院裡提供、等增值服務的豪華影廳；同時也設有等高級席次。
2019年，全國娛樂全部旗下的跨國媒體集團CBS公司與維亞康姆將進行合併，並成立一家名為維亞康姆CBS的新公司。維亞康姆和CBS宣佈合併將在12月4日結束；而在合併正式結束後，新公司將於次日在納斯達克正式進行交易。
2020年8月11日，全國娛樂公司董事長兼首席執行官薩莫·雷石東逝世，享年97歲。

## 外部連接
- 秀案連鎖影院公司官網 （页面存档备份，存于）（英文）

Template:ViacomCBS